# Jiujing Hanizu Xiang
Jiujing Hanizu Xiang (kinesiska: 酒井, 酒井哈尼族乡) är en socken i Kina. Den ligger i provinsen Yunnan, i den sydvästra delen av landet, omkring 400 kilometer sydväst om provinshuvudstaden Kunming. Antalet invånare är 13 716. Befolkningen består av 6 466 kvinnor och −1 män. Barn under 15 år utgör 19,0 %, vuxna 15-64 år 74 %, och äldre över 65 år 6,0 %.
Genomsnittlig årsnederbörd är 1 530 millimeter. Den regnigaste månaden är juli, med i genomsnitt 393 mm nederbörd, och den torraste är februari, med 5 mm nederbörd.